# Sami Al-Jaber
Sami Al-Jaber (arab. سامي الجابر, ur. 11 grudnia 1972 w Rijadzie) – saudyjski piłkarz występujący na pozycji napastnika, reprezentant Arabii Saudyjskiej, uczestnik czterech turniejów Mistrzostw Świata.

## Kariera
Rozpoczynał swoją piłkarską karierę w stołecznym klubie Al-Hilal w 1988 roku. Występował tam aż do roku 2000, zdobywając w tym czasie cztery tytuły mistrzowskie. W 1992 zadebiutował w reprezentacji Arabii Saudyjskiej, z którą awansował do Mistrzostw Świata 1994. Miał on duży wkład w awans swojej drużyny, co uczyniło go jednym z najpopularniejszych piłkarzy w kraju. Szczególnym wyczynem, hat-trickiem, popisał się w meczu eliminacji z Iranem, wygranym 4:3. Na turnieju w Stanach Zjednoczonych al-Dżabir zdobył gola z rzutu karnego w meczu grupowym przeciwko Maroku i osiągnął z reprezentacją 1/8 finału (najlepsze osiągnięcie w historii). W 1996 został zdobywcą Pucharu Azji, po zwycięstwie w finale po rzutach karnych nad Zjednoczonymi Emiratami Arabskimi. W 1998 roku wystąpił w reprezentacji na Mistrzostwach Świata we Francji, na których zdobył gola w remisowym (2:2) meczu z Republiką Południowej Afryki, jednak Arabia Saudyjska nie zdołała wyjść z grupy. W 2000 wyjechał z rodzimej ligi do Anglii, na wypożyczenie do Wolverhampton Wanderers, w którym grał pięć miesięcy, jako pierwszy Saudyjczyk w angielskiej lidze. Po tej krótkiej przygodzie został na jeden sezon piłkarzem klubu Al-Ain ze Zjednoczonych Emiratów Arabskich, aby w 2001 powrócić do Al-Hilal, z którym jeszcze dwukrotnie zdobywał mistrzostwo kraju. Kolejną dużą imprezą reprezentacyjną Samiego był występ na Mistrzostwach Świata 2002, bardzo nieudanych dla reprezentacji Arabii Saudyjskiej. Drużyna przegrała w grupie wszystkie trzy mecze, w tym z Niemcami aż 0:8 i odpadła z turnieju. Al-Javer wystąpił tylko w pierwszym meczu z Niemcami, gry z Kamerunem i Irlandią opuścił z powodu kontuzji. Wkrótce potem zdecydował się na odejście z reprezentacji, jednak został przekonany do powrotu na początku 2005 przez argentyńskiego trenera Gabriela Calderona. W meczu eliminacji do Mistrzostw Świata 2006 zdobył gola w remisowym (1:1) meczu z Uzbekistanem. Drużyna do turnieju w Niemczech awansowała, a Al-Jaber wszedł na boisko w 83' pierwszego meczu grupowego z Tunezją (2:2), strzelając gola na 2:1 dla swojego kraju już po 60 sekundach.